# Avenue de Fontainebleau (Le Kremlin-Bicêtre)
L'avenue de Fontainebleau est un axe majeur du Kremlin-Bicêtre. Elle suit le tracé de la route nationale 7.

## Situation et accès

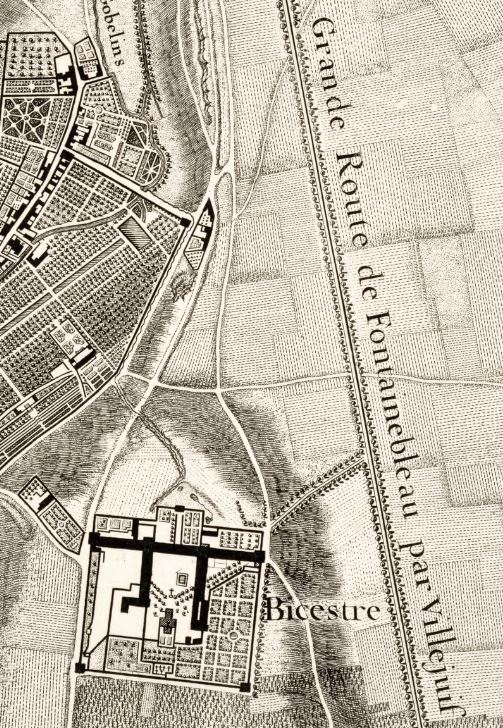
Grande route de Fontainebleau par Villejuif, plan de Roussel, 1731.

Cette avenue est desservie par la station de métro Le Kremlin-Bicêtre de la ligne 7 du métro de Paris.
Sur son parcours, elle rencontre notamment la rue Pasteur, la rue du Général-Leclerc et la rue de la Convention.

## Origine du nom

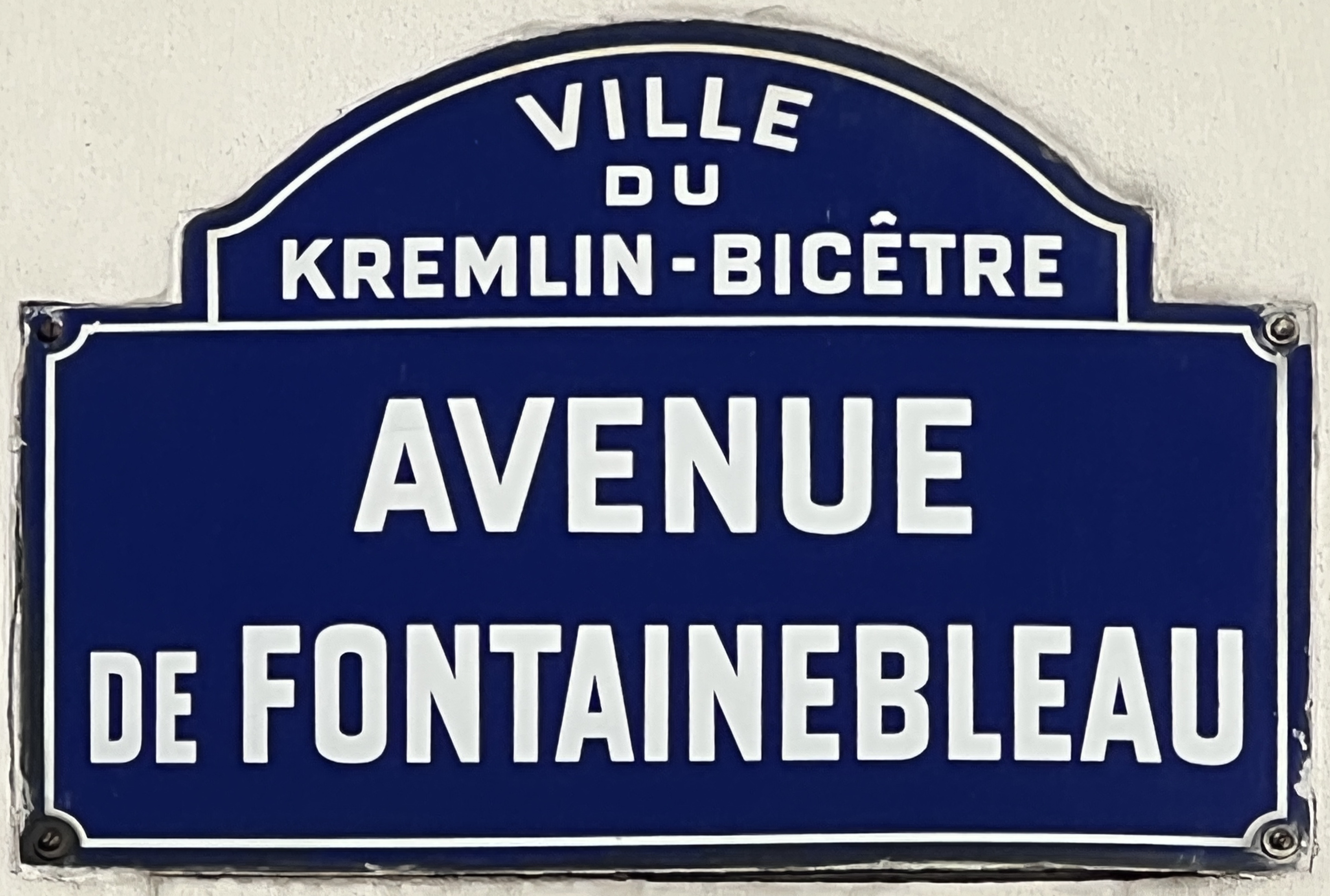
Plaque de l'avenue.

L'avenue de Fontainebleau est l'ancien chemin qui mène à la ville de Fontainebleau.
Anciennement appelée route de Fontainebleau, c'est grâce à la délibération du 31 mars 1913 qu'elle devient une avenue. L'année 1947 lui donne cependant la dénomination d'avenue Paul-Vaillant-Couturier, qu'elle perd en 1962 pour redevenir l’avenue de Fontainebleau.

## Historique

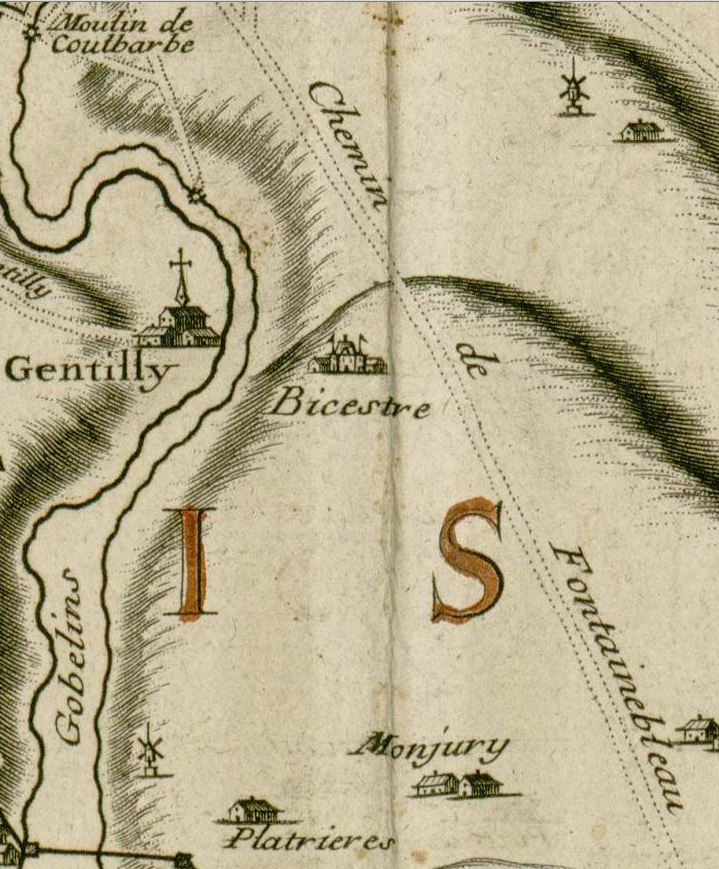
Chemin de Fontainebleau sur le plan de Nicolas de Fer, 1717.

Au XVIIIe siècle, les moulins à vent étaient très nombreux le long de ce chemin, et certains fonctionneront jusqu'au XIXe siècle.
C'est sur cette route qu'en 1813 un vétéran de la campagne de Russie ouvrit un cabaret à l'enseigne « Au sergent du Kremlin », à proximité de l'hospice de Bicêtre où étaient soignés les soldats blessés,. De là vient le nom de la ville. On murmura sous la Restauration que ce cabaret recevait encore les vieux soldats fidèles à l'empereur et même facilitait l'évasion, par les carrières souterraines, des captifs de la prison attenante à l'hospice, où était enfermée la chiourme en attente de départ pour le bagne.

## Bâtiments remarquables et lieux de mémoire

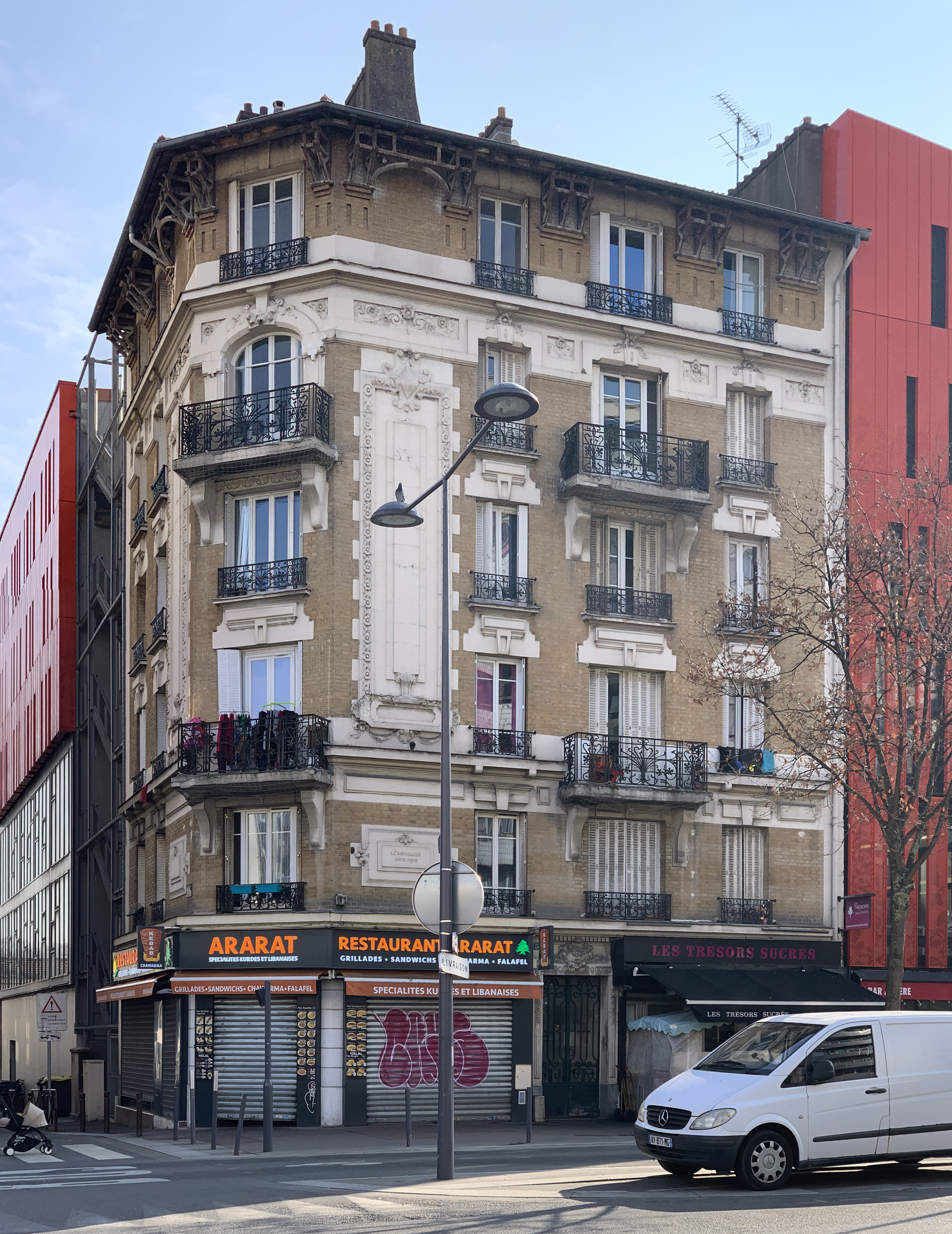
Immeuble au 51.

- Ancien emplacement du dépôt de la compagnie des tramways Sud. À cet endroit s'installa en 1913 la conserverie alimentaire Geo Foucault & Schweitzer qui s'en alla en 1997 et fut remplacée par le centre commercial Okabé[8].
- Médiathèque L’Echo, ouverte en novembre 2012.
- Cimetière du Kremlin-Bicêtre et cimetière parisien d'Ivry.
- Fédération française du sport universitaire.
- Au no 121, immeuble réalisé par l'architecte Henri Rebersat.